# NGC 3093
NGC 3093 ist eine elliptische Galaxie vom Hubble-Typ E6 im Sternbild Sextant südlich der Ekliptik. Sie ist schätzungsweise 267 Millionen Lichtjahre von der Milchstraße entfernt und hat einen Durchmesser von etwa 55.000 Lj.
Im selben Himmelsareal befinden sich u. a. die Galaxien NGC 3086, NGC 3090, NGC 3092, NGC 3101.
Das Objekt wurde am 22. Januar 1865 vom deutschen Astronomen Albert Marth entdeckt.